# Brezovci (Puconci)
Brezovci (Hongaars: Vasnyíres) is een plaats in Slovenië en maakt deel uit van de gemeente Puconci in de NUTS-3-regio Pomurska. De plaats telde 245 inwoners op 1 januari 2020.

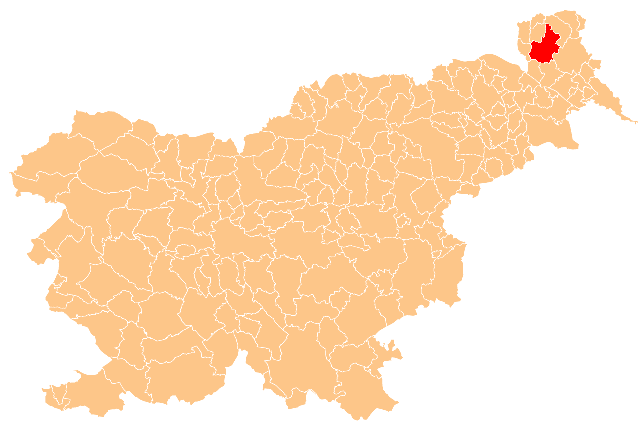
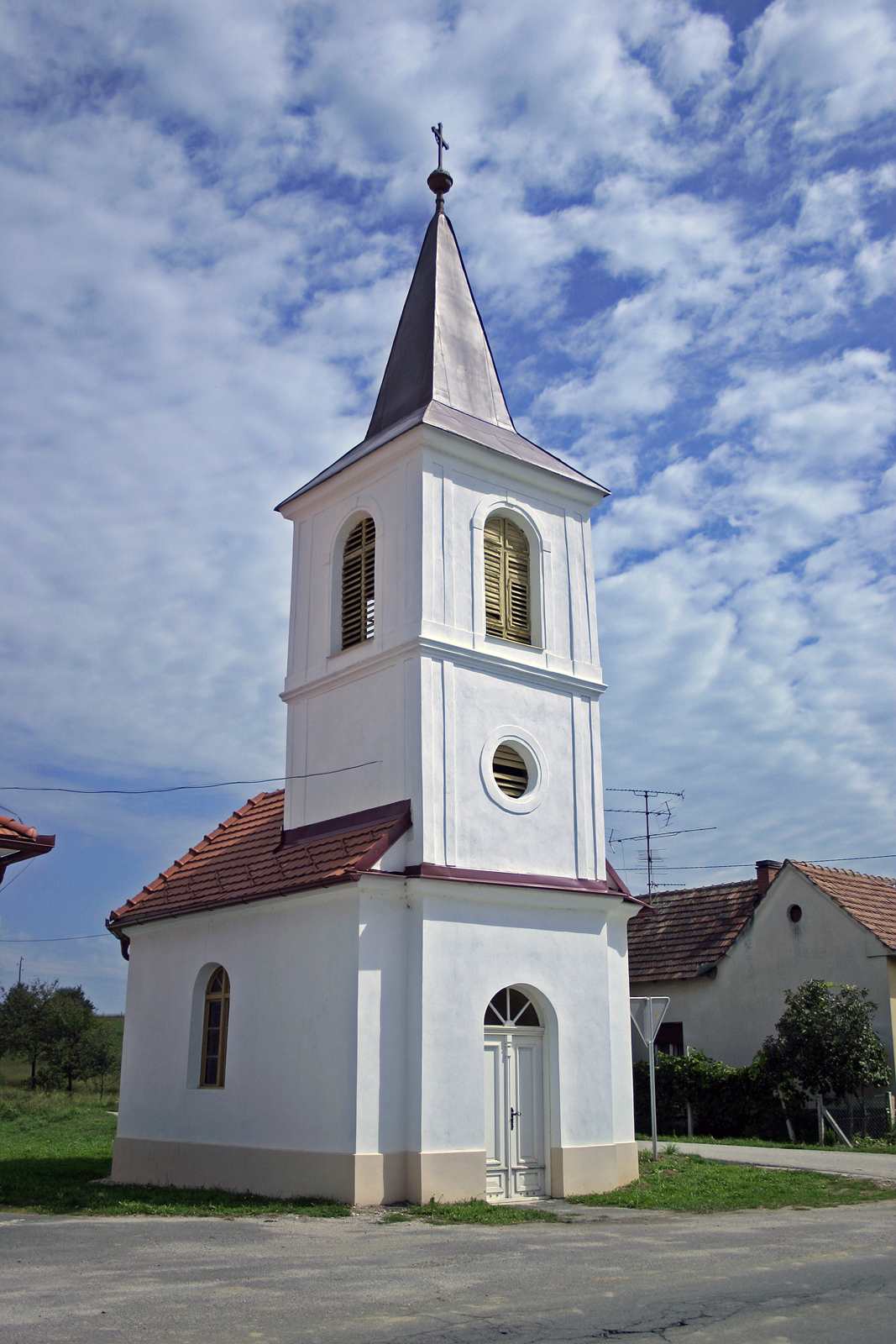